# Tratatul de la Paris (1856)

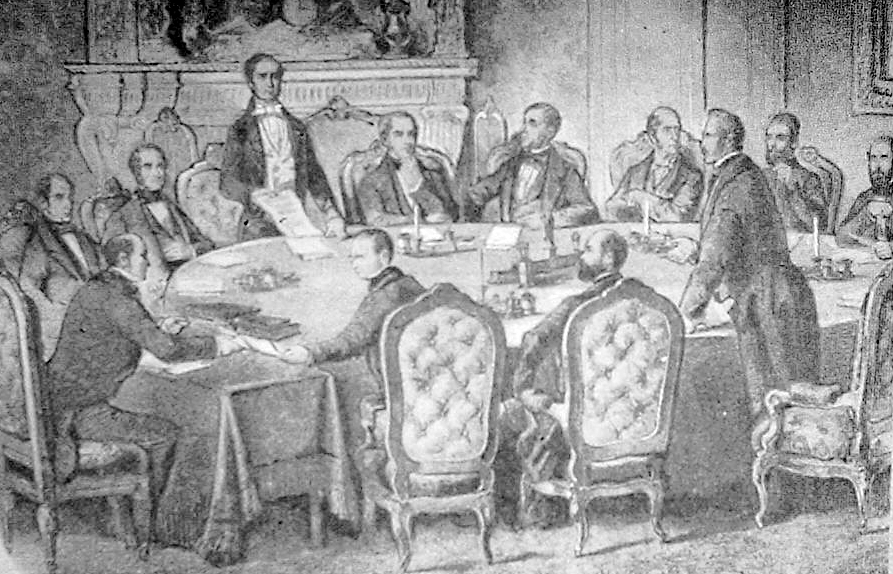
Dezbaterile

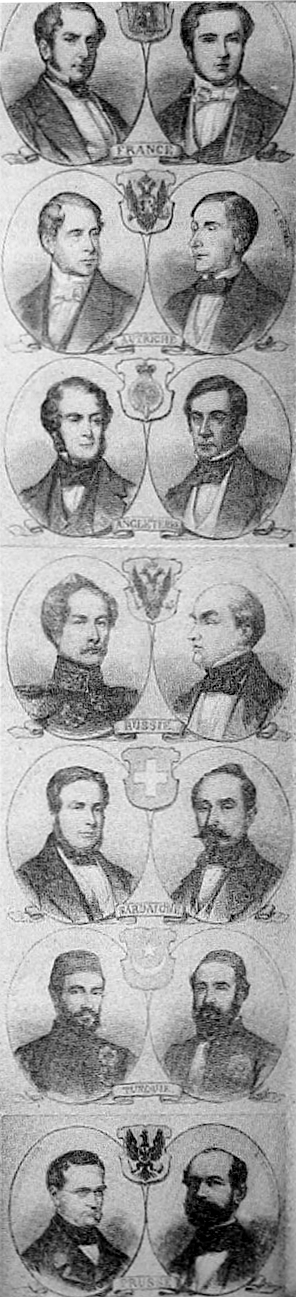
Participanții tratatului de la Paris

Tratatul de la Paris a fost semnat la 30 martie 1856 și a pus capăt, în mod oficial, Războiului Crimeii dintre Imperiul Rus, pe de-o parte, și o alianță a Imperiului Otoman, Regatului Piemontului, Celui de-al Doilea Imperiu Francez și Regatului Unit al Marii Britanii și Irlandei, pe de altă parte. Tratatul a marcat un uriaș pas înapoi pentru Rusia și pretențiile sale de dominație a regiunii.

## Prevederi
Tratatul prevedea respectarea integrității Imperiului Otoman (art. 7), transformarea Mării Negre în teritoriu neutru, închis tuturor navelor militare (art. 11), pe țărmul mării fiind interzise construirea de fortificații sau prezența armamentelor de orice fel (art. 13). Era stabilită libera circulație pe Dunăre sub supravegherea Comisiei Europene a Dunării (art. 16). 
Basarabia rămânea, în continuare, în stăpânirea Imperiului Rus, dar partea sa sudică (Cahul, Bolgrad și Ismail și, implicit, controlul asupra gurilor Dunării) era retrocedată Moldovei (art. 20). Principatele Dunărene – Moldova și Valahia – rămâneau, în mod oficial, sub suzeranitatea otomană (art. 22). Se înființau și convocau imediat Adunările ad-hoc care să exprime voința populației cu privire la organizarea definitivă a principatelor (art. 24) și se înființa armata națională pentru menținerea ordinii interne și asigurarea frontierelor (art. 26). Turcia nu putea interveni în principate decât cu acordul puterilor contractante (art. 27).
Tratatul stabilea, de asemenea, demilitarizarea Insulelor Åland din Marea Baltică (art. 33), care aparțineau Marelui Ducat al Finlandei, aflat sub suzeranitatea Imperiului Rus. Fortăreața Bomarsund fusese distrusă de forțele franco-britanice în 1854, aliații dorind să împiedice rușii să folosească aceste insule ca baze militare. 
Pacea de la Paris a confirmat eșecul politicii țarului Nicolae I:
- Rusia a pierdut controlul asupra gurilor Dunării;
- Rusia a fost obligată să abandoneze pretențiile de protecție a intereselor creștinilor ortodocși din Imperiul Otoman (rol pe care îl păstra Franța);
- Rusia și-a pierdut influența asupra Principatelor Române, care, alături de Serbia, au primit un grad sporit de independență. Ieșirea de sub controlul Rusiei a permis ulterior unirea principatelor române.